# Lee Lai-shan
Lee Lai Shan (Cheung Chau, 5 de setembro de 1970) é um velejadora honconguesa, campeã olímpica e mundial na classe Mistral. É a unica ganhar uma medalha olímpica por Hong Kong.

## Carreira
Lee Lai Shan representou seu país nos Jogos Olímpicos de 1996, 2000, 2004 e 2008, na qual conquistou a medalha de ouro em 1996 na classe Mistral. 